# Contea di Park (Colorado)
La contea di Park in inglese Park County è una contea dello Stato del Colorado, negli Stati Uniti. La popolazione al censimento del 2000 era di 14 523 abitanti. Il capoluogo di contea è Fairplay; la città che ha ispirato la serie televisiva South Park

## Città e comuni
- Alma
- Fairplay
- Guffey (CDP)